# Scotoniscus janas
Scotoniscus janas là một loài chân đều trong họ Trichoniscidae. Loài này được Argano miêu tả khoa học năm 1973.